# Apocephalus inimicus
Apocephalus inimicus är en tvåvingeart som beskrevs av Borgmeier 1961. Apocephalus inimicus ingår i släktet Apocephalus och familjen puckelflugor. Inga underarter finns listade i Catalogue of Life.